# Landhaus Arno Faber
Das Landhaus Arno Faber steht im Ursprungsstadtteil der sächsischen Stadt Radebeul, in der Freiligrathstraße 6.

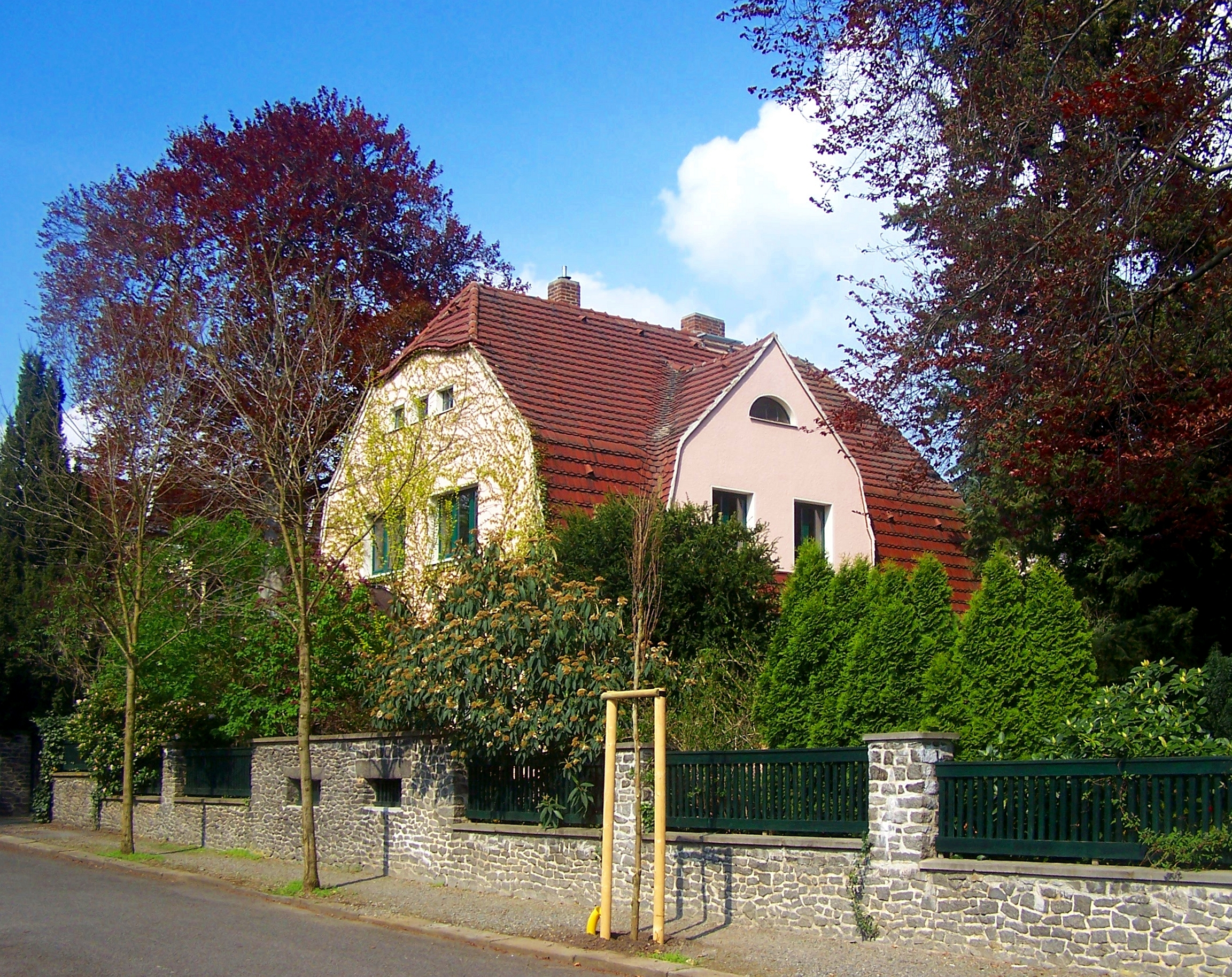
Landhaus Arno Faber; rechts der Garten mit altem Baumbestand

## Beschreibung

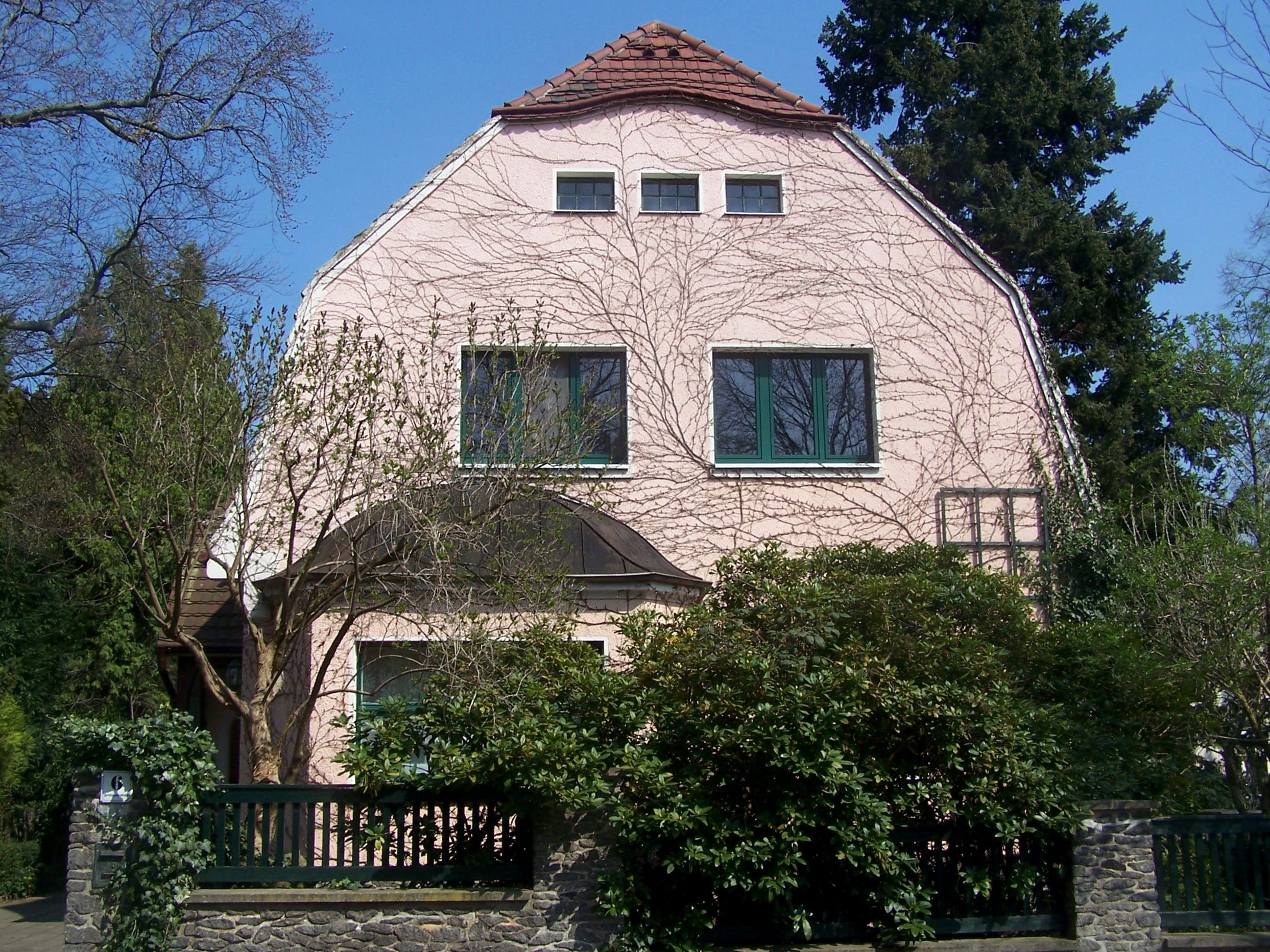
Landhaus Arno Faber

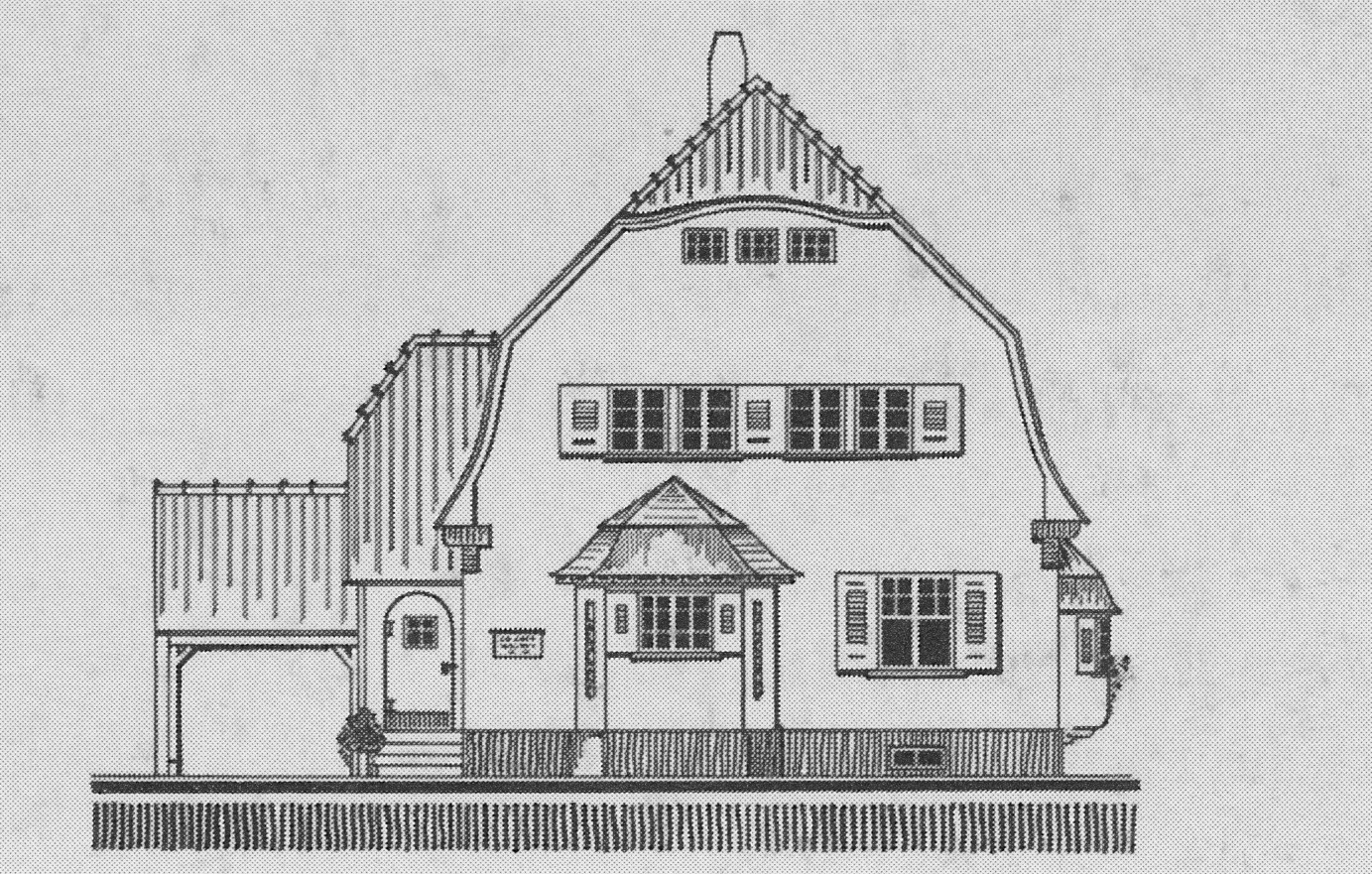
Bauzeichnung von Max Steinmetz, 1909/10

Das mit Garten und Einfriedung unter Denkmalschutz stehende, eingeschossige Landhaus wurde für den Ortsbauinspektor Arno Faber als Einfamilienhaus 1909/1910 von dem Architekten Max Steinmetz in der ausführenden Bauunternehmung Gebrüder Ziller errichtet. Es handelt sich um eines der letzten Ziller-Häuser. Bereits 1911 fand ein Eigentümerwechsel statt.
Der giebelständige Putzbau mit hohem, ziegelgedecktem Mansarddach und Krüppelwalm ist ein früher Vertreter der Heimatschutzarchitektur, möglicherweise auch des Reformstils. In der nördlichen Seitenansicht steht ein Eingangsvorbau mit einem verbretterten Krüppelwalmgiebel. Auf der anderen Seitenansicht nach Süden zum Garten hin finden sich ein schmaler Vorbau sowie ein Zwerchgiebel im Dach. Auf der Gebäuderückseite steht ein Altan.
Die aktuelle Denkmalbeschreibung schreibt: „markantes Anwesen der versachlichten Architektur nach 1900, im frühen Heimatstil, baugeschichtlich bedeutend“.
Der Garten wurde nach 2012 als denkmalpflegerische Nebenanlage zusätzlich geschützt.